# Al-Kawthar
Al-Kawthar (L'Abbondanza) è la centoottesima Sura del Corano, una sura meccana composta da 3 versetti. Questa breve sura è ricca di significato spirituale e sottolinea l'abbondanza delle benedizioni concesse dal Dio misericordioso al Profeta Maometto.

## Contenuto
- L'Abbondanza di Beni: La sura inizia con la promessa di abbondanza divina concessa al Profeta Maometto da parte di Dio.
- Il Dono del Fiume Al-Kawthar: Viene menzionato il fiume Al-Kawthar, un fiume celeste che simboleggia l'abbondanza delle benedizioni spirituali concesse al Profeta.
- Esortazione alla Gratitudine: Alla fine della sura, viene esortato il Profeta Maometto a pregare e a sacrificare in ringraziamento a Dio per le sue benedizioni.

## Analisi
La Sura Al-Kawthar è significativa perché sottolinea l'abbondanza delle benedizioni spirituali concesse da Dio al Profeta Maometto. Essa serve come promemoria dell'importanza della gratitudine verso Dio per le sue benedizioni e delle responsabilità del Profeta nel mostrare riconoscenza attraverso la preghiera e il sacrificio. Inoltre, la sura trasmette un messaggio di consolazione e incoraggiamento al Profeta Maometto, assicurandogli che Dio lo ha benedetto abbondantemente nonostante le difficoltà che può aver affrontato. Pertanto, la sura invita i credenti a riflettere sulle benedizioni di Dio nelle loro vite e a mostrare gratitudine e devozione attraverso le loro azioni e preghiere.